# Dysgnathie
Unter Dysgnathien (griech.: δύς dys miss-, fehl-; Γνάθος gnáthos Kiefer) versteht man eine Zusammenfassung von Fehlentwicklungen der Zähne, der Kiefer und/oder des Kausystems. Die Anomalien können die Zahnstellung, die Verzahnung (Okklusion), die Kieferform, die Lage der Kiefer zueinander oder den Einbau der Kiefer in den Schädel betreffen und als Folge davon ästhetische wie funktionelle Beeinträchtigungen verursachen. Zwischen einer Dysgnathie und einer Eugnathie – dem ausgeglichenen und gut ausgebildeten Gebiss – bestehen fließende Übergänge.

## Fehlstellungen
Dentoalveoläre Fehlstellungen sind, auch nach Wachstumsende, auf kieferorthopädischem Weg zu behandeln. Die skelettalen Anomalien sind nach Wachstumsende nur chirurgisch zu beheben. Diese können auch während des Wachstums nur begrenzt behandelt werden, es lässt sich allenfalls nur modifizierend auf das Wachstum einwirken.
Die Entscheidung, ob die Korrektur einer skelettalen Anomalie konservativ, d. h. allein durch eine kieferorthopädische Behandlung, erfolgen kann oder ob eine kombinierte orthodontisch-chirurgische Therapie angebracht ist, wird im Einzelfall getroffen.
Man unterscheidet zwischen erblich bedingten und erworbenen Kieferanomalien, wobei es sich meistens um eine Kombination von erworbenen Fehlstellungen und einer genetischen Bereitschaft handelt.

### Angeborene Anomalien
Bei den angeborenen Anomalien stehen Ober- und Unterkiefer größenmäßig oder bezüglich ihrer Stellung im Missverhältnis zueinander oder es kommt zu Aplasien, d. h. „Nichtanlagen“ der Zähne, was häufig zu asymmetrischen Zahnstellungen führt.

### Erworbene Anomalien
Die erworbenen Fehlstellungen sind auf sogenannte Habits (schlechte Angewohnheiten) wie Daumenlutschen, zu langes Schnullersaugen oder Zungenpressen zurückzuführen.

## Folgen
Bei einer ausgeprägten Dysgnathie können zahlreiche wichtige Aufgaben nicht richtig erfüllt werden, gründliches Kauen wird erschwert oder verhindert, da der Kontakt der Zähne zum Gegenkiefer nur ungenügend oder gar nicht vorhanden ist.
Die optimale Verdauung ist auf diese Weise beeinträchtigt und der Zahnhalteapparat wird durch die Fehlstellung überbeansprucht, was zu Parodontitiden und im schlimmsten
Fall zu frühzeitigem Zahnverlust führt.
Wenn die Lippen nicht geschlossen sind, kommt es verstärkt zur Mundatmung, wodurch der Nasen-Rachen-Raum durch die fehlende Zungeneinlagerung nur ungenügend entwickelt wird. Die Folge sind oft Sprachstörungen und eine höhere Anfälligkeit für Erkältungs- und Rachenerkrankungen sowie eine Schädigung der Zahnsubstanz.
Stehen die Zähne zu eng, entstehen Schmutznischen, in denen sich Karies und Parodontitis bilden können. 
Durch Rücklagen oder Verengungen der Kiefer entstehen auch Verengungen in den oberen Atemwegen, welche zu Schnarchen und obstruktiver Schlafapnoe führen.

## Indikationen zur Behandlung
Eine Behandlung muss insbesondere beim Vorliegen nachfolgender funktioneller Beschwerden erwogen werden:
- Kiefergelenkbeschwerden
- mangelhafte Beißfunktion (Fehlbiss, Offener Biss, Kreuzbiss etc.)
- starke Zahnverschachtelungen
- insuffizienter Lippenschluss
- Nasenatmungsbehinderung, chronische Tonsillitis und Sprechstörungen (z. B. Lispeln)
- migräneartige Kopfschmerzen
- Schnarchen
- Schlafapnoe
- Magen-Darm-Störungen
- Nacken- und Rückenschmerzen.

Die Fehlerachsen der Kiefer können in der Transversalen (Breite des Kiefers), in der Sagittalen (zu weit vor oder zurück) oder in der Vertikalen (zu hoch oder zu tief) sowie kombiniert vorhanden sein.

## Häufigste Formen von Dysgnathien
Man unterscheidet folgende Formen der Dysgnathie.

### Transversale Dysgnathien
Oberkiefer-Engstand, Unterkiefer-Engstand

### Sagittale Dysgnathien
mandibuläre Retrognathie (Mikrognathie, „Vogelgesicht“), maxilläre Retrognathie, mandibuläre Prognathie, maxilläre Prognathie

### Vertikale Dysgnathien
frontal offener Biss, seitlich offener Biss, verlängertes Mittelgesicht, Tiefbiss

## Dysgnathieoperationen
Bei Dysgnathieoperationen handelt es sich um Kieferumstellungsoperationen. Der Eingriff erfolgt in Allgemeinnarkose. Zur Sicherung der Kiefergelenksposition wird die korrekte Lage der gelenktragenden Unterkieferäste eingestellt und diese am Oberkiefer fixiert. Dann wird der zahntragende Kieferbogen abgetrennt, in die geplante korrekte Position eingestellt und mittels Drahtverschnürung am Oberkiefer befestigt. Anschließend wird er wieder mit den gelenktragenden Kieferästen fest verschraubt.